# Prepilorična antralna dijafragma
Prepilorična antralna dijafragma je retka anomalija koja se sastoji iz submukozne dijafragme.  Jjavlja se kao izolovana lezija, koja ima odličnu prognozu, ali se takođe može videti u vezi sa drugim malformacijama, koje mogu imati negativan uticaj na krajnji ishod bolesti.

## Etiopatogeneza
Prepilorična antralna dijafragma je izgrađene od želudačnog tkiva i pokrivene želudačnom sluzokožom. Ponekad ne opstruira u potpunosti antrum želuca, tako da tegobe javljaju kasnije u različitim periodima života.

## Klinička slika
U neonatalnom uzrastu povraćanje želudačnog sadržaja u mlazu predstavlja glavni simptom. Može biti praćeno i:
- apnejom,
- cijanozom,
- slabim napredovanjem u telesnoj težini.[6]

## Dijagnoza
Dijagnoza prepilorične antralne dijafragme najčešće se postavlja;
- radiološkim kontrastnim ispitivanjem,
- pasažom gastrointestinalnog trakta,
- gastroskopijom, ali samo kod odrsle dece.

## Terapija
Lečenje je operativno, mada se preporučuje i ekscizija membrane sa piloroplastikom, kao i u slučaju pilorične atrezije.

## Literatura
- Bell MJ, Ternberg JL, McAlister W, Keating JP, Tedesco FJ (фебруар 1977). „Antral diaphragma cause of gastric outlet obstruction in infants and children”. J Pediatr. 90 (2): 196—202..
- Doherty GM, Way LW, editors. (2006). Current Surgical Diagnosis & Treatment (12th изд.). New York: Mcgraw-Hill..

## Spoljašnje veze
- „Dečja hirurgija” (PDF). Архивирано из оригинала (PDF) 09. 05. 2021. г. Приступљено 26. 12. 2017.

|  | Molimo Vas, obratite pažnju na važno upozorenje u vezi sa temama iz oblasti medicine (zdravlja). |